# Giuseppe Montesano
Giuseppe Montesano (* 1959, Neapol) je italský spisovatel a překladatel z francouzštiny.

## Biografie
Přeložil díla francouzských autorů jako jsou La Fontaine, Gautier a Flaubert. Vlastní tvorbu začal v roce 1996 románem Střemhlav (A capofitto), který je označován za „vývojový román naruby“, který zachycuje postupný morální a duchovní úpadek hlavní postavy. Ve stejném duchu pokračuje i v dalším díle V útrobách Neapole (Nel corpo di Napoli, 1999). Třetí a nejúspěšnější román, který vyšel v roce 2003 pod názvem Prolhanému světu našich dní (Di questa vita menzognera), byl oceněn prestižní cenou Premio Viareggio. Zatím poslední Montesanovou knihou je soubor 38 krátkých povídek, které psal původně pro noviny, Magic People z roku 2005.